# Izbiceni
Izbiceni è un comune della Romania di 4 981 abitanti, ubicato nel distretto di Olt, nella regione storica dell'Oltenia.